# Investigación de antecedentes
La investigación de antecedentes es el proceso de verificar los antecedentes de una persona antes de ofrecerle un empleo, otorgarle un premio o verificar los hechos antes de tomar cualquier decisión. Además, en la recopilación de información de inteligencia se examinan los activos para determinar su utilidad.

## Selección política
Los políticos a menudo son investigados a fondo. Por ejemplo, en Estados Unidos, el candidato presidencial de un partido debe elegir a un candidato a la vicepresidencia para que lo acompañe en el boleto. Los posibles candidatos a la vicepresidencia deben someterse a una evaluación exhaustiva por parte de un equipo de asesores que actúe en nombre del candidato propuesto.  En etapas posteriores del proceso de investigación, el equipo examinará temas tales como las finanzas, la conducta personal y la cobertura previa de los medios de comunicación de un posible candidato a la vicepresidencia.  Muchos observadores políticos consideraron un error la rápida investigación de antecedentes que precedió a la selección por parte del candidato republicano John McCain de su compañera de fórmula Sarah Palin en 2008.

## Justicia transicional
La investigación de antecedentes es también un término utilizado en el campo de la justicia transicional. Cuando los países atraviesan un proceso de transición—después de un período de conflicto armado o de gobierno autoritario—deben determinar qué hacer con los empleados públicos que han cometido abusos contra los derechos humanos. También deben examinar y revisar las estructuras institucionales que permitieron que se produjeran esos abusos. La investigación de antecedentes es el conjunto de procesos para evaluar la integridad de las personas (como su adhesión a las normas pertinentes de derechos humanos) a fin de determinar su idoneidad para el empleo público. Los países en transición hacia la democracia y la paz suelen utilizar esos procesos para garantizar que los empleados públicos abusivos o incompetentes queden excluidos de la futura administración pública.